# Montepio Conductors
El Montepio de Conductors de Sant Cristòfol Manresa Berga és una entitat mutualista de previsió social, sense afany de lucre, fundada el 14 de març 1930 que dona serveis d'assistència jurídica, reclamació de danys i defensa jurídica en cas d'accident de circulació. Té la seu central a Manresa i oficines a Berga i a Solsona.
L'any 2008 donava servei a més de 20.000 mutualistes i va homenatjar a 399 amb més de cinquanta anys d'antiguitat a l'entitat. El 2015 tenia 13.000 mutalistes sent el president Llorenç Juanola que va substituir a Joan Bertran. El Montepio de Conductors forma part del Consorci Viari de la Catalunya Central, juntament amb el Consell Comarcal del Bages, la Cambra de Comerç i l'Ajuntament de Manresa.
El Montepio organitza periòdicament una benedicció de vehicles per sant Cristòfol al carrer Jacint Verdaguer de Manresa. L'any 2011 es van beneir 1400 vehicles, 500 menys que el 2010.